# Координаційний комітет з експортного контролю
Координаційний комітет з експортного контролю, більш відомий як КоКом або КОКОМ (англ. Coordinating Committee for Multilateral Export Controls, CoCom), — міжнародна організація, створена країнами Заходу в 1949 р. для багатостороннього контролю над експортом до СРСР і інших країн Ради економічної взаємодопомоги. У епоху Холодної війни Коком складав переліки «стратегічних» товарів і технологій, що не підлягають експорту в країни «східного блоку», а також встановлював обмеження з використання товарів і технологій, дозволених для постачання як виняток.
Членами Коком були 17 держав: США, Канада, Австралія, Японія, Велика Британія, Бельгія, Данія, Франція, ФРН, Греція, Італія, Люксембург, Нідерланди, Норвегія, Португалія, Іспанія, Туреччина. Крім того, в питаннях експорту з цією організацією співпрацювали такі країни, як Австрія, Фінляндія, Ірландія, Нова Зеландія, Швеція і Швейцарія.
Формально Коком не мав статусу міжнародної організації і його рішення мали рекомендаційний характер. Але до тих, хто цими рекомендаціями нехтував, застосовувалися суворі економічні санкції.
У епоху перебудови і постперебудовний підхід Коком до експорту товарів у країни СНД і Східної Європи пом'якшав. Організація припинила свою діяльність 31 березня 1994 року.